# Жирмунская, Нина Александровна
Нина Александровна Жирмунская (урождённая Сигал; 23 января 1919, Одесса — 31 октября 1991, Санкт-Петербург) — советский литературовед и переводчик, специалист по французской и немецкой литературе XVII—XVIII веков, кандидат филологических наук (1945).

## Биография
Родилась 23 января 1919 года в семье врача Александра Мееровича-Шоелевича (Марковича) Сигала (впоследствии доктора медицинских наук, профессора, кардиолога и инфекциониста) и Розы Ихилевны (Ихелевны, Михайловны) Сигал (в девичестве Абезгуз, 1891—?), дочери севастопольского второй гильдии купца Ихеля-Михеля Эльевича Абезгуза (12 декабря 1849, Херсон — 6 августа 1917, Одесса). В 1936 году поступила на романо-германское отделение филологического факультета Ленинградского института философии, лингвистики и истории, выделившегося к этому времени из ЛГУ; окончила его в 1941 году. В 1945 году защитила диссертацию на степень кандидата филологических наук по теме «Поздние трагедии Корнеля» (научный руководитель — А. А. Смирнов). Преподавала в ЛГУ с 1945 по 1991 год, первоначально работала на кафедре немецкой филологии, в последние годы жизни — доцент кафедры западноевропейской литературы. Вела практические занятия по немецкому языку (аналитическое чтение), читала курсы лекций «Немецкая стилистика», «История зарубежной литературы ХVII и ХVIII вв.», специальный курс «Творчество Гёте». В начале 1960-х годов исполняла обязанности заведующего кафедрой немецкой филологии.
В Ленинграде жила с мужем на Загородном проспекте. Собиралась писать докторскую диссертацию о Гердере, но после смерти мужа занялась его архивом. Последние годы жила в семье родных.
Трагически погибла в автокатастрофе на Университетской набережной. Похоронена на Комаровском кладбище.

## Семья
С 1946 года замужем за лингвистом Виктором Максимовичем Жирмунским (1891—1971). Дочь — филолог и литературовед Вера Викторовна Аствацатурова (род. 1947), жена культуролога А. Г. Аствацатурова (1945—2015); их сын — филолог и писатель Андрей Аствацатуров.

## Научная деятельность
Печаталась с 1940 года. Автор книг «П. Корнель» (1957), «Мольер» (1958), «Вольтер» (1959), ряда статей, среди которых «Поэтическое искусство Буало» (1957), «Социальная критика в литературе французского классицизма» (1962), «Тенденции барокко во французской драматургии 30—40-х гг. XVI в.» (1969) и другие. Её работы были отмечены точностью наблюдений и последовательностью анализа.
В подготовленных Жирмунской книгах, статьях, переводах чередуется французская и немецкая тематика, в первом случае — с уклоном в XVII—XVIII века, во втором — в XVIII—XIX века. Ею составлена «Хрестоматия по немецкой литературе XVIII века» (1976) и сборник «Французская романтическая повесть» (1982); один из авторов учебника для вузов «История зарубежной литературы XVII века» (1987), составитель и автор вступительной статьи двух изданий книги «Размышления и афоризмы французских моралистов XVI—XVIII веков» (1987, 1995).
С 1984 года входила в состав редколлегии серии «Литературные памятники», благодаря энергии и эрудиции играла существенную роль в работе редколлегии серии, в определении планов, в оценке рукописей, поступавших в издательство. Для серии «Литературные памятники» Жирмунской были подготовлены издания: Гораций Уолпол. Замок Отранто; Жак Казот. Влюблённый дьявол; Уильям Бекфорд. Ватек (1967, совм. с В. М. Жирмунским); Песнь о Нибелунгах (1972, совм. с Ю. Б. Корнеевым и др.); Жан Расин. Трагедии (1977; автор статьи «Трагедии Расина» и прим.); Генрих Гейне. Атта Троль: Сон в летнюю ночь (1978; автор статьи «Поэма Генриха Гейне “Атта Троль”» и прим.); Фридрих де ла Мотт Фуке. Ундина (перев.). Участвовала в подготовке и была ответственным редактором книг: И. В. Гёте. Театральное призвание Вильгельма Мейстера (1981); Э. Т. А. Гофман. Эликсиры Сатаны (1984; 2-е изд. 1993); Шарль Сент-Бёв. Жизнь, стихотворения и мысли Жозе-фа Делорма (1986); Жак Делиль. Сады (1987); Люк де Клапье де Вовенарг. Введение в познание человеческого разума; Фрагменты; Размышления и максимы (1988); была ответственным редактором 2-го издания «Легенды о докторе Фаусте» (1978).
Переводила произведения А. Франса, А. Дюма, Э. Т. А. Гофмана, Г. Келлера, Ж. Казота, К. Д. Шубарта и других.